# Гарсиа Наварро, Луис Антонио
Луи́с Анто́нио Гарси́а Нава́рро (исп. Luis Antonio García Navarro; 30 апреля 1941, Чива — 10 октября 2001, Мадрид) — испанский дирижёр.
Изучал в Мадридской консерватории фортепиано, гобой и композицию. В 1967 г. стал победителем Безансонского международного конкурса молодых дирижёров в номинации для музыкантов без дирижёрского образования. Вслед за этим изучал дирижирование в Венской академии музыки под руководством Ханса Сваровски и Карла Эстеррайхера.
В 1970—1974 гг. возглавлял Валенсийский оркестр, затем работал в Нидерландах. В 1976—1978 гг. главный дирижёр Симфонического оркестра Португальского радио, затем руководил оркестром Национального театра Сан-Карлуш (1979—1981), Штутгартской оперой (1987—1991), Оркестром Барселоны (1991—1993). Как оперный дирижёр Гарсиа Наварро в 1979 г. дебютировал в лондонском Ковент-Гардене, дирижировал в Ла Скала и Метрополитен опера.
С 1997 г. и до конца жизни возглавлял мадридский Королевский театр и Мадридский симфонический оркестр — дирижировал, в частности, инаугурационным концертом из произведений Мануэля де Фальи 11 октября 1997 года, когда театр открылся вновь после многих десятилетий. Последней работой Гарсиа Наварро стал «Парсифаль» Рихарда Вагнера, поставленный в Королевском театре в марте 2001 года.
Многолетнее творческое содружество связывало Гарсиа Наварро с Пласидо Доминго: в 1980 г. он дирижировал премьерой оперы Федерико Морено Торробы «Поэт» с Доминго в главной партии, в 1999 г. — севильской постановкой «Сида» Жюля Массне с Доминго в заглавной партии.